# Louis Thiétard
Louis Thiétard, né le 31 mai 1910 à Anzin (Nord) et mort le 21 janvier 1998 à Saint-Gilles-Croix-de-Vie (Vendée), est un coureur cycliste français.

## Biographie
Il devient professionnel en 1933 ou 1934 et le reste jusqu'en 1949. Il remporte 23 victoires. 

## Palmarès
- 1929
  - Paris-Auxerre
  - 3e de Paris-Épernay
- 1930
  - 3e de Angers-Nantes-Angers
- 1932
  - Paris-Dieppe
  - 2e de Paris-Contres
- 1933
  - 3e de Paris-Soissons
- 1934
  - Paris-Vimoutiers
  - Paris-Hénin Liétard
  - Paris-L'Aigle
  - 2e de Paris-Briare
  - 3e de Paris-Évreux
- 1935
  - Tour du Doubs
  - 1re étape du Circuit des Deux-Sèvres
  - 5e étape du GP Wolber indépendants
  - 2e du Circuit des Deux-Sèvres
  - 2e du GP Wolber indépendants
  - 2e du Circuit du Cantal
- 1936
  - 3e de Paris-Caen
  - 3e de Paris-Troyes
  - 3e du championnat de France sur route
  - 7e de Paris-Tours
- 1937
  - Polymultipliée
  - 2e de Bordeaux-Paris
  - 3e de Paris-Angers
  - 3e du Grand Prix d'Issoire
- 1938
  - Tour de Moselle
  - Circuit de Lorraine
  - 2e du Tour du Doubs
  - 3e de Paris-Limoges
- 1939
  - Paris-Caen
  - 2e du championnat de France sur route
- 1941
  - 2e de Paris-Caen
  - 2e de Paris-Reims
- 1942
  - 12ea et 13e étapes du Tour d'Espagne
  - Grand Prix de l'Auto
  - Match franco-belge
  - 1re étape du Circuito del Norte
  - 5ea étape du Circuit de France (contre-la-montre par équipes)
  - 2e du Circuit de France
- 1943
  - Grand Prix d'Aix-en-Provence
  - 3e de Paris-Roubaix
- 1944
  - 2e du Critérium national
  - 3e de Paris-Roubaix
  - 3e de Paris-Tours
- 1945
  - Paris-Caen
  - Grand Prix François-Faber
  - 4e de Paris-Roubaix
  - 6e de Paris-Tours
- 1946
  - Championnat de France du contre-la-montre
  - 7e étape du Tour de Suisse
  - 2e du Tour des Flandres
  - 3e des Boucles de la Seine
- 1947
  - 3e de Paris-Roubaix
  - 3e des Trois vallées varésines
  - 4e de Liège-Bastogne-Liège
  - 5e du Tour des Flandres
  - 5e du Tour de Lombardie
- 1948
  - 9e du Tour de France

## Résultats sur les grands tours

### Tour de France
7 participations
- 1935 : 36e
- 1936 : 13e
- 1937 : abandon (16e étape)
- 1939 : 17e
- 1947 : abandon (13e étape)
- 1948 : 9e
- 1949 : abandon (4e étape)

### Tour d'Espagne
1 participation
- 1942 : 15e, vainqueur des 12ea et 13e étapes